# Діаграма Нолана

Діаграма Нолана (пізня версія)

Діаграма Нолана — політологічна діаграма, популяризована американським лібертаріанцем Девідом Ноланом в 1969 році.
Він розробив дану діаграму для того, щоб проілюструвати своє твердження, що лібертаріанство являє собою як економічну, так і особисту свободу, що контрастує з лівим «лібералізмом», який, за словами Нолана, виступає тільки за «особисті свободи», і правим «консерватизмом», який, на думку Нолана, виступає тільки за «економічні свободи».
Нолан вважав, що практично всі політичні дії людини можна розділити на дві основні категорії: економічні та особисті. Тому по кожній з осей відкладено ступінь впливу держави на ці дві категорії свобод. В залежності від допустимого ступеня як економічної, так і особистої (політичної і культурної) свободи, на діаграмі розрізняються кілька областей, які належать до традиційних політичних течій:
- консерватори (прихильники прагматизму, ієрархії, організованості та економічної свободи при найменшій особистій свободі громадян);
- ліві (в американській термінології — ліберали: прихильники індивідуалізму, рівності і толерантності при найменшій економічній свободі);
- лібертаріанці (прихильники мінімального втручання держави в життя суспільства — мінімальне втручання держави як економічній сфері, так і в правовому аспекті);
- авторитаристи (етатисти, комунітаристи, популісти и т.п.) (прихильники жорсткого контролю держави за життям суспільства як в правовому, так і в економічному аспекті);
- центризм — область посередині, рівновіддалена від всіх полюсів (у пізніх версіях).